# گوشته
گوشته یا جبه به قسمتی از زمین گویند که در فاصلۀ ۲۹۰۱ کیلومتری از سطح زمین قرار دارد. گوشته حدفاصل بین پوسته و هسته می‌باشد. گوشته حالتی نیمه جامد دارد و مانند خمیر می‌باشد. گوشته اطراف هسته را فرا گرفته‌است، مواد سازنده گوشته: سیلسیم، اکسیژن، آهن، منیزییم، کلسیم.
از گوشته توده‌ای داغ و صعودکننده از ماگما (همان مذاب) منشأ می‌گیرد که به آن زبانهٔ گوشته می‌گویند.

## بخش‌ها
بخشی از گوشتهٔ زمین در عمق کمتر از حدود ۷۰۰ کیلومتر را روگوشته (گوشته فوقانی) می‌گویند. به بخشی از گوشتهٔ زمین، از عمق ۷۰۰ تا ۲۹۰۰ کیلومتر زیرگوشته گفته می‌شود. بخشی از گوشتهٔ بالایی زمین، واقع در زیر سنگ‌کُره که سست است و در آن ماگما تولید می‌شود، سست‌کُره نام دارد.